# 巴朗德科特吉佩
巴朗德科特吉佩（葡萄牙語：Barão de Cotegipe）是巴西南大河州的一个市镇。总面积259.907平方公里，总人口6519人，人口密度25.1人/平方公里。